# Ковдора
Ковдора (Верхняя Ковдора) — река в Мурманской области России. Протекает по территориям городского округа Ковдорский район и Кандалакшского района. Левый приток реки Ёна.
Длина реки составляет 36 км. Площадь бассейна составляет 284 км².
Берёт начало в болотистой местности на высоте свыше 300 м над уровнем моря. Протекает по лесной, местами болотистой местности. Порожиста. Проходит через озеро Ковдор. Основные притоки: Можель (в 16 км от устья) и Коутеронлатва. До слияния с Коутеронлатвой носит название Верхняя Ковдора. Впадает в Ёну слева на высоте 174,1 м над уровнем моря в 37 км от устья. На реке расположен город Ковдор.

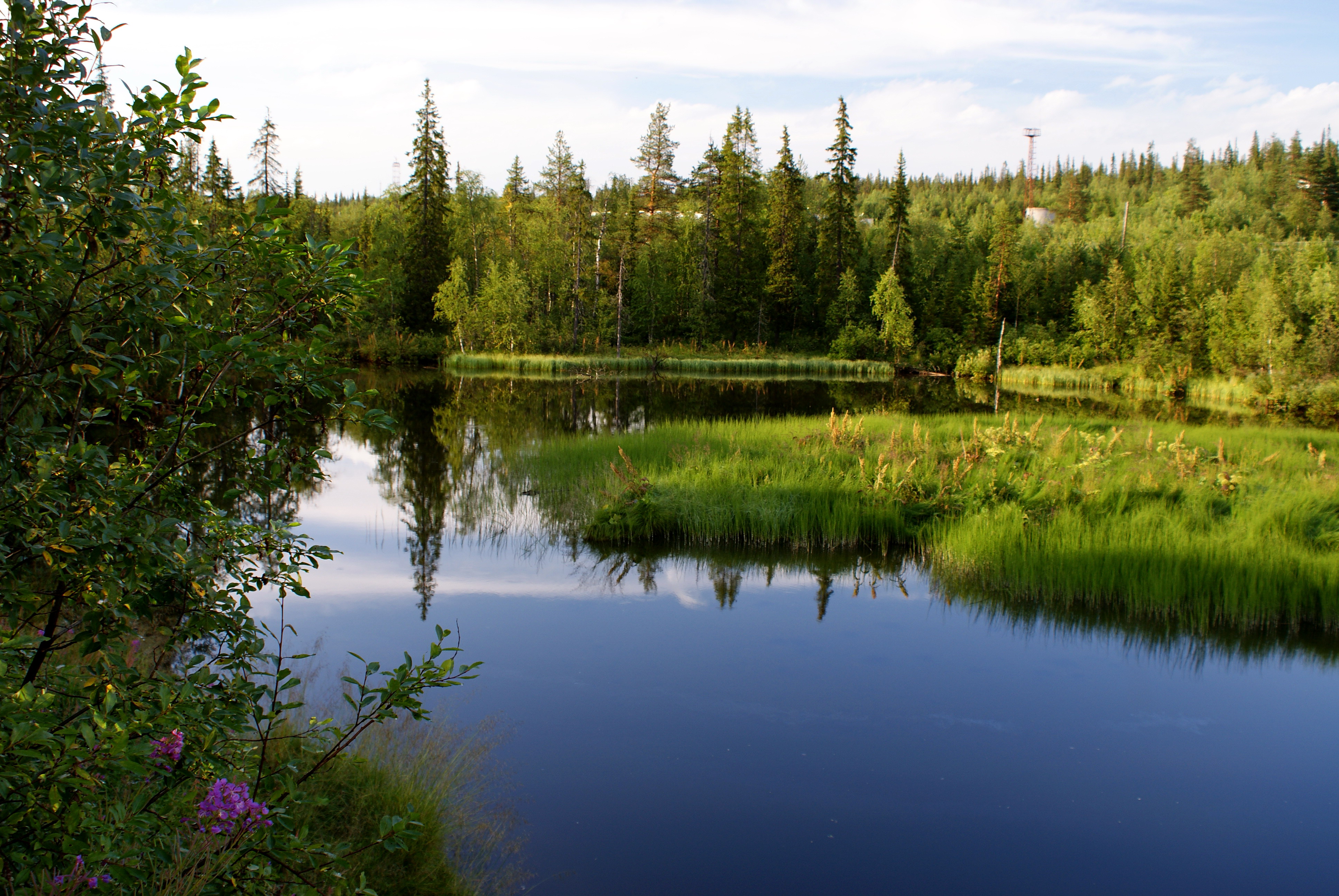

## Данные водного реестра
По данным государственного водного реестра России относится к Баренцево-Беломорскому бассейновому округу, водохозяйственный участок реки — река Нива, включая озеро Имандра. Речной бассейн реки — бассейны рек Кольского полуострова и Карелии.
Код объекта в государственном водном реестре — 02020000312101000009847.